# چاه موتور شماره ۳ ولی‌عصر
چاه موتور شماره ۳ ولی‌عصر روستایی در دهستان جلگه ماژان بخش جلگه ماژان شهرستان خوسف استان خراسان جنوبی ایران است.

## جمعیت
بر پایه سرشماری عمومی نفوس و مسکن در سال ۱۳۹۵ جمعیت این روستا ۱۰۱ نفر (۲۹خانوار) بوده‌است.